# Норкрос (город, Миннесота)
Норкрос (англ. Norcross) — город в округе Грант, штат Миннесота, США. На площади 4,1 км² (4,1 км² — суша, водоёмов нет), согласно переписи 2002 года, проживают 59 человек. Плотность населения составляет 14,5 чел./км².
- Телефонный код города — 320
- Почтовый индекс — 56274
- FIPS-код города — 27-46492[1]
- GNIS-идентификатор — 0648581[2]